# پنکا متودیوا
پنکا متودیوا (انگلیسی: Penka Metodieva؛ زادهٔ ۱۲ اکتبر ۱۹۵۰) بازیکن بسکتبال اهل بلغارستان است.